# Johann Friedrich Gruve
Johann Friedrich Gruve, auch Johann Friedrich Gruvius (* im 17. Jahrhundert; † 1703) war ein deutscher Mediziner, königlich-schwedischer Leibarzt und Mitglied der Gelehrtenakademie „Leopoldina“.
Johann Friedrich Gruve war Licentiat der Medizin in Erfurt und Leibarzt der Königin von Schweden. Seine Wirkungsdaten sind zwischen 1685 und 1692 belegt.
Er war der Sohn des Universalgelehrten Matthias Gruvius. Seine Schwester war die Buchdruckerin Anna Magdalena Gruvius, verheiratete Grosch.
Am 12. September 1692 wurde Johann Friedrich Gruve mit dem Beinamen PHILO I. als Mitglied (Matrikel-Nr. 195) in die Leopoldina aufgenommen.

## Veröffentlichungen
- Joachim Ludwig Körber (Präsident) und Johann Friedrich Gruvius: Exercitium medicum De Ecclipsi [sic] microcosmica ... in perantiquo ad Hieram Athenaes, M.C. Erfurt 1685
- Johann Friedrich Gruvius und Christian Ludwig Sellenstedt: Dissertatio Inauguralis Medica: De haemuresi (von der Blutharmung), Erfurt 1692. Digitalisat